# John Leonard Riddell
John Leonard Riddell ( * 20 de febrero de 1807 – 7 de octubre de 1865) fue un conferencista científico, botánico, geólogo, médico doctorado, químico, microscopista, numismático, político, escritor de ciencia ficción, estadounidense. 
Nace en Leyden, Massachusetts, hijo de John Riddell y de Lephe Gates. Recibe su B.A. y M.A. en el Instituto Politécnico Rensselaer de parte del profesor Amos Eaton, y su M.D. de la Facultad de Medicina de Cincinnati.
Es conferencista en Ogdensburg, NY, y luego en Filadelfia, Cincinnati, y finalmente en el "Colegio Médico de Louisiana", en Nueva Orleans.
Publica historias de ciencia ficción, novelando al estudiante imaginario Orrin Lindsay, que viaja a la Luna y a Marte.
De 1836 a 1865, ocupa la silla de Química del "Departamento de la Universidad de Louisiane". 
Siguiendo sus exploraciones botánicas en Texas, se instala como fundidor y refinador en la Ceca de Nueva Orleans, una ocupación confirmada por el presidente John Tyler, cerrando una disputa interna sobre la ceca. Luego es designado "Director de Correos de Nueva Orleans", posición que mantiene aún durante la guerra Civil Estadounidense, y a pesar de que la Confederación intentó desplazarlo.
Activo en la política del Estado y en la local, es elegido Gobernador de Luisiana en noviembre de 1863, y presta juramento en enero de 1864. Durante esos tres meses, el gobernador militar George F. Shepley se mantuvo e el poder. Su gobernación fue intervenida en el curso de un reclamo del Congreso ante una elección protestada.
- La abreviatura «Riddell» se emplea para indicar a John Leonard Riddell como autoridad en la descripción y clasificación científica de los vegetales.[4]

## Honores
El género Riddellia le fue dedicado por Thomas Nuttall (1786-1859)

## Fuente
Traducción de los Arts. en lengua inglesa y francesa de Wikipedia.